# 普仏戦争におけるベルギー

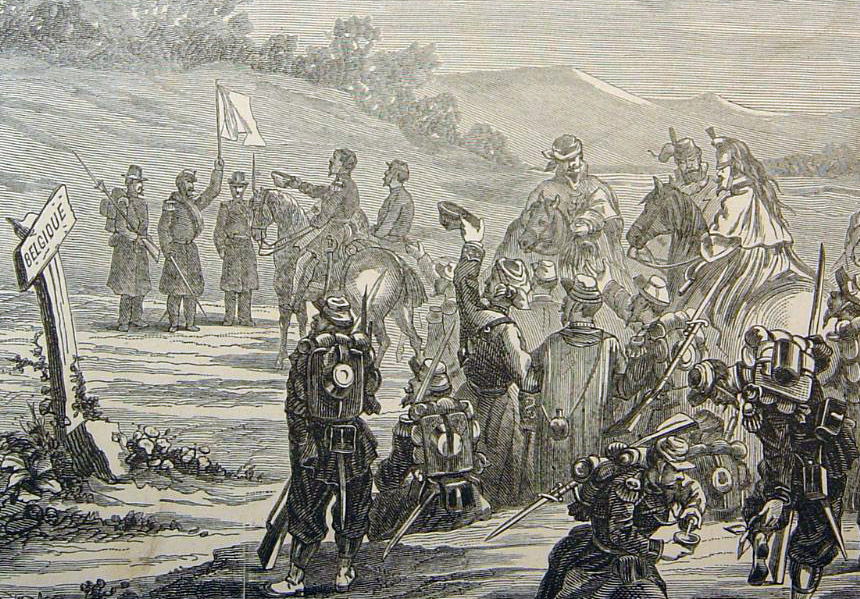
フランスとベルギーの兵士が国境で「対峙」する様子、1870年

本項では、普仏戦争におけるベルギー（ふふつせんそうにおけるベルギー）について述べる。ベルギーは1870年に勃発した普仏戦争に参戦しなかったが、この戦争はベルギーの社会と政治に深い影響を与えた。これはベルギーが両交戦国（フランス第二帝政と北ドイツ連邦）のどちらかがベルギーに侵攻するのではないかという恐れを抱いたことにもよる。戦争が勃発すると、ベルギーは陸軍を動員したが、ベルギー軍の問題点が浮彫にされる形となり、それがベルギーの徴兵制度改革、ランプレスモン（フランス語: Remplacement）の廃止、そして19世紀末のベルギー再要塞化に繋がり、ひいては第一次世界大戦初期にも影響を及ぼした。

## 概要
1860年代、大方の観測はフランス第二帝政とプロイセン王国の間に戦争がおきた場合、まずベルギーに侵攻することが自然、というものだった。特にナポレオン3世が1867年にルクセンブルクを併合しようとしてルクセンブルク危機を引き起こしたことがあったので尚更であった。宣戦布告の報せが公表される前に、ベルギー国立銀行の金準備は大急ぎでアントウェルペンの国家要塞に移された。そして、このことが公衆に漏らされると、恐慌を引き起こした。
実際、普仏戦争が勃発すると、フランソワ・セルタン・カンロベール元帥は第6軍（4個歩兵師団）を予備軍としてフランス北部のシャロン＝シュル＝マルヌに移動させ、プロイセン軍がベルギーから侵攻してくることを防ごうとした。そのため、宣戦布告の報せが届いたとき、宣戦の2週間前に発足したばかりのジュール・ダネタン首相とレオポルド2世を首班とするベルギー政府は全土が侵略されることを憂慮した。7月15日、フランス軍とドイツ軍の動員と同日に、ベルギー陸軍も動員された。ベルギー軍は2軍に分かれた。アントウェルペン軍1万5千がアントウェルペンおよびベルギー全土の要塞を守る一方、監視軍5万5千が国境を守備した。軍部の多くは、ベルギー国境近くで行軍するフランス軍とプロイセン軍は開戦した後も、戦略的優勢を得るためにベルギーを通って側面攻撃を行うかもしれないことを恐れ、ベルギー軍にはそれを防ぐ手立てがないと考えた。しかし、セダンの戦いなど多くの決定的な戦闘がベルギー国境の近くでおきたにもかかわらず、ベルギーが実際に攻撃されることはなかった。

## 内幕
この点、1839年のロンドン条約でベルギーの中立をイギリスが保障していた。この大英帝国は、ロスチャイルドが台頭してから普仏戦争の手前にかけてハプスブルク帝国との緊張を緩和してきた。イングランド国教会が自制するようになったのである。イギリスは1829年にカトリック教解放法を成立させ、また1867年にカナダ自治領を成立させた。一方、ハプスブルクも数隻の海軍で世界外交を展開してきたが、おかげで1869年にアイルランド国教廃止法が成立し（アイルランド聖公会を参照）、カトリックも自制する国際秩序が生まれた。このように対英協調路線をとるハプスブルクは、1865年ベルギーにおいてラテン通貨同盟に加盟しフランスへ急接近していった。翌年に起こった普墺戦争では、まずハプスブルク本体であるオーストリアがプロイセンに負けて、フランスはイタリア統一運動をめぐりオーストリアと協調する機会を失った。しかしドイツ関税同盟を放置することはできなかった。
レオポルド2世はベルギーが交戦しているとの印象を与えないよう、フランスにフランス外人部隊のベルギー人兵士を戦闘に参加させないよう要請した。フランスは同意し、外人部隊を前線に出撃させたときもベルギー人兵士はフランス領アルジェリアに留まった。しかし、この決定は外人部隊のベルギー人以外の兵士を激怒させ、外人部隊の行進曲ル・ブーダンで"Ce sont des tireurs au cul."（フランス語で「奴らはまぬけな射手だ」といった意味）が繰り返して歌われる、という不名誉な結果をもたらした。

## その後

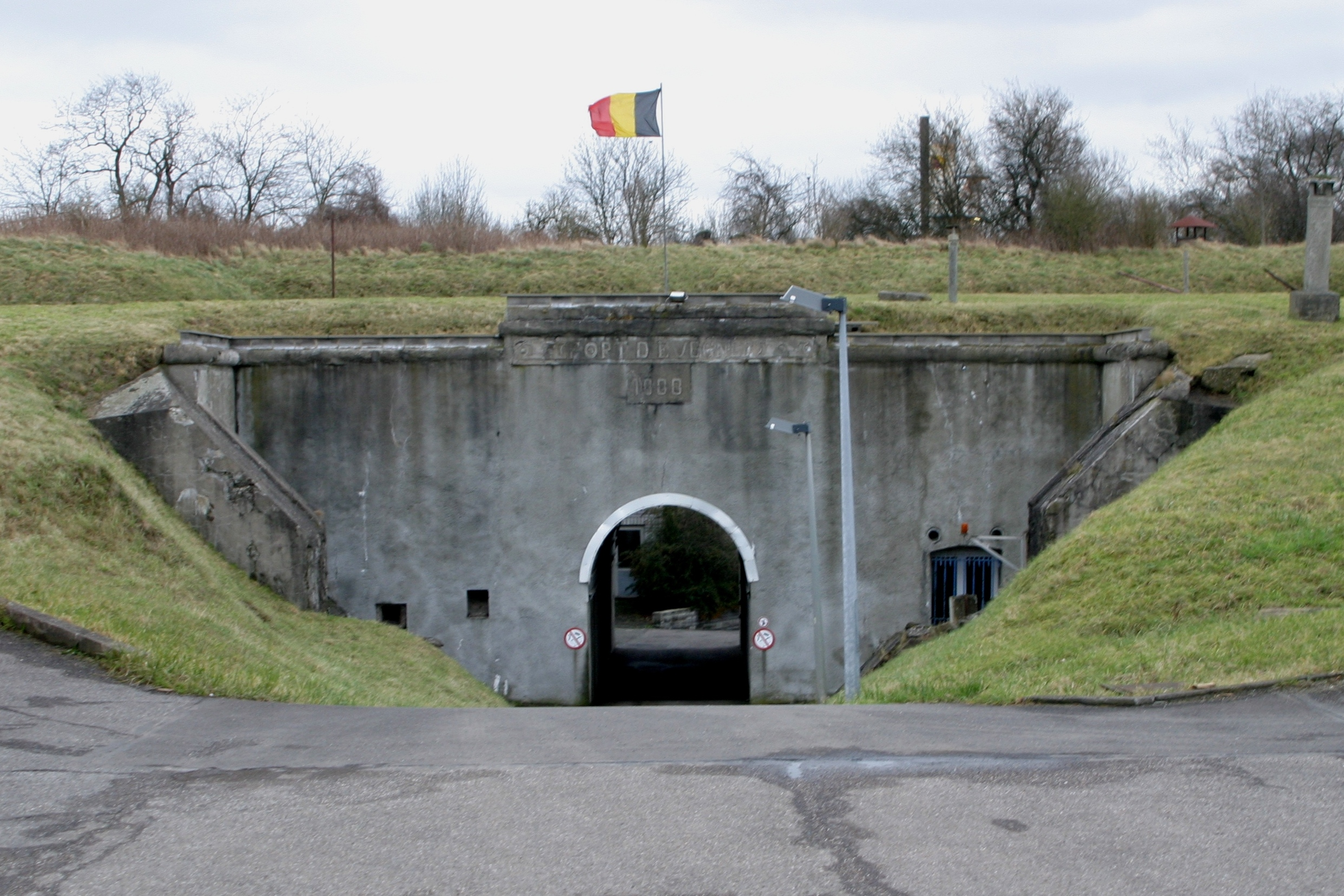
リエージュ近くのデヴェニー要塞の入り口、2008年。要塞は1870年危機の後、1880年代に築かれた。

オーストリアは東方問題の処理をめぐり、ベルリン会議でイギリスから応援を受けた。一方では、チェコの利権を維持するためにドイツ人官僚の力が必要だったのでやむなく三国同盟に加入した。
普仏戦争で敗退したフランスはドイツ帝国へ50億フランを支払ったが、オスマン債務管理局による償還を受けて資金力を取り戻したのち、露仏同盟を目指してベルギー経由でロシアへ巨額を投じるようになった。20世紀初頭に、ソシエテ・ジェネラルを代表とするフランス資本が勢いを増してロシアへ投下された。この時期にベルギー領コンゴが誕生した。これがドイツ領南西アフリカ・ドイツ領東アフリカとつながって3C政策を妨害するように、ドイツもフランスと競ってベネルクスに投資した。
するとベルギー軍の現代化が急激に進められた。ベルギーでは個人の自由として大事に扱われたランプレスモンの制度が廃止され、改良された徴兵制度が施行された。一時、ダネタンとレオポルド2世が推進したこの改革はベルギーの政界を二分させた。当時ベルギーの二大政党であったカトリック党と自由党は自由党を率いたワルテール・フレール＝オルバンの許で合同して改革に反対、結局ダネタンが改革と無関係なスキャンダルで辞任すると改革も撤回された。
しかし、やがてベルギーの軍制は改革された。1909年の改革で能率の悪いランプレスモン制は廃止され、兵役は前線8年と予備役5年の計13年で必須なものとされた。新制度のもと、ベルギー軍の人数がふくれあがり、ベルギー陸軍が計10万人のよく訓練された兵士を擁するとまでなった。さらに、ベルギーの国境線に沿って現代化された要塞が築かれ、前出のアントウェルペンの国家要塞のほかにはリエージュやナミュールも要塞化された。これら要塞の多くはベルギーの要塞建築家で「ベルギーのヴォーバン」と呼ばれたアンリ・アレクシ・ブリアルモンが設計したものだった。
1911年、この「1870年危機」を記念して、1870-71年記念勲章がベルギー守備に参加した退役軍人に授与された。